# Ceryx sumatrensis
Ceryx sumatrensis là một loài bướm đêm thuộc phân họ Arctiinae, họ Erebidae.